# NK Rudar Velenje
Maillots
Dernière mise à jour : 23 avril 2020.
Le Rudar Velenje est un club de football slovène basé à Velenje qui joue en Championnat de Slovénie de football D2.

## Historique
- 1948 : fondation du club
- 1998 : 1re participation à une Coupe d'Europe (C2, saison 1998/99)

## Palmarès
- Coupe de Slovénie :
  - Vainqueur : 1998
- Championnat de Slovénie de deuxième division :
  - Champion : 2004, 2005, 2008